# نیلوادیپین
نیلوادیپین (انگلیسی: Nilvadipine) یک مسدود کننده کانال کلسیم (CCB) است که برای درمان فشار خون بالا و انسداد مزمن شریان اصلی مغزی به کار میرود.
مطالعات پاتوهیستوشیمیایی نشان داده است که حجم انفارکتوس در مدل انسداد شریان مغزی میانی را می توان با نیلوادیپین کاهش داد.